# Carlos Badion
Carlos Badion Velasco (Lubao, 16 agosto 1935 – Manila, 20 giugno 2002) è stato un cestista e allenatore di pallacanestro filippino.

## Carriera
Con le Filippine ha disputato due edizioni dei Giochi olimpici (Melbourne 1956, Roma 1960) e i Campionati del mondo del 1959.